# Centro social de extrema derecha
Un centro social de extrema derecha son los edificios de entretenimiento con base en el activismo ocupados por neofascistas de extrema derecha.

## Ejemplos

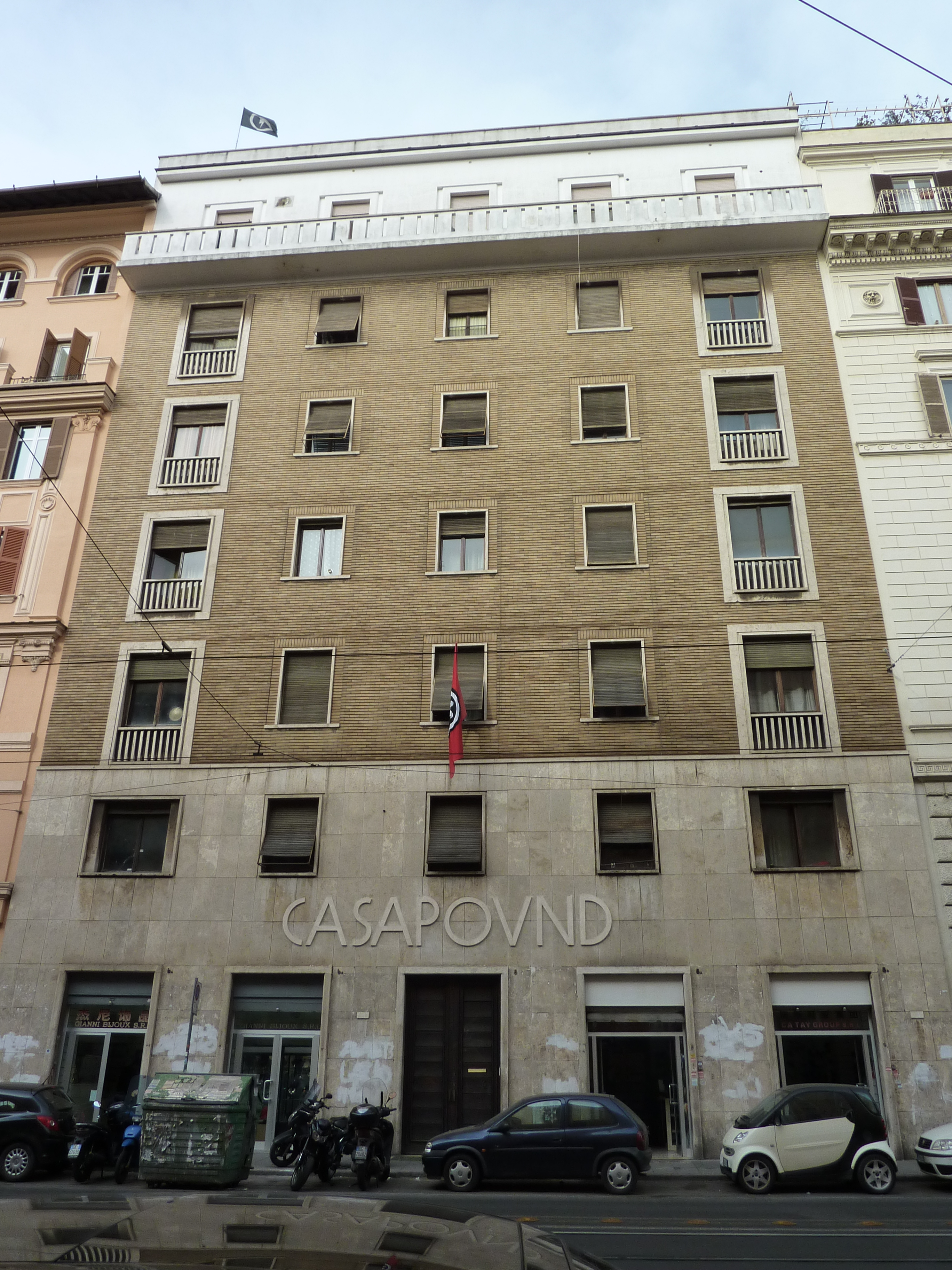
CasaPound, Roma, Via Napoleone III

El primer intento de ocupación de edificios abandonados por parte de movimientos del área nacionalista en Italia se dio en 1987, cuando el Fronte della Gioventù, las juventudes del Movimiento Social Italiano, comenzó a ocupar de manera ilegal viviendas, antes de ser frustrado por las autoridades policiales. En los años 90, el Fronte della Gioventù ocupó la finca abandonada Il Bartolo en 1991. En 1998 neofascistas procedieron a la ocupación de la spazio libero PortAperta.  Se trató del primer centro social fascista de Italia. En julio de 2002 se procedió a la ocupación de la Casa Montag, en Roma. En ella se llevaron a cabo actividades lúdicas, debates y conciertos.
CasaPound es un movimiento italiano de okupas de derechas fundado en Roma el 26 de diciembre de 2003 con la ocupación de un edificio estatal en el barrio romano de Esquilino. En 2010, 23 familias y un total de 82 personas vivían en CasaPound.
Bastión Social fue un movimiento francés neofascista. Bastion Social utiliza acciones políticas como la ocupación ilegal.
La organización neofascista Hogar Social Madrid intenta crear centros sociales en España.
Casa de Cosacos en Kiev es un centro social  relacionado con Batallón Azov, un destacamento de voluntarios ultranacionalistas de Ucrania.